# Waleri Kazaiszwili
Waleri Kazaiszwili (gruz. ვალერი ყაზაიშვილი, ur. 29 stycznia 1993 w Ozurgeti) – gruziński piłkarz występujący na pozycji pomocnika w Shandong Taishan oraz w reprezentacji Gruzji.

## Kariera klubowa
Karierę piłkarską Kazaiszwili rozpoczął w wieku 10 lat w klubie Saburtalo Tbilisi. Następnie w 2009 został zawodnikiem Olimpi Rustawi. 9 maja 2010 zadebiutował w gruzińskiej ekstraklasie w przegranym 0:2 wyjazdowym meczu z WIT Georgia Tbilisi. W sezonie 2009/10 wywalczył z Olimpi mistrzostwo Gruzji, a latem 2010 sięgnął z nim po Superpuchar Gruzji. W sierpniu 2011 Kazaiszwili podpisał kontrakt z SBV Vitesse. W Eredivisie swój debiut zanotował 27 listopada 2011 w zremisowanym 0:0 wyjazdowym spotkaniu z FC Twente. W sezonie 2013/14 stał się podstawowym graczem Vitesse. W sierpniu 2016 został wypożyczony do Legii Warszawa.
14 maja 2017 w wygranym 6:0 meczu z Bruk-Bet Termalicą Nieciecza strzelił swoją pierwszą bramkę dla Legii Warszawa w Ekstraklasie. Mecz rozpoczął na ławce rezerwowych a na boisko wszedł w 64. minucie spotkania zastępując Guilherme.

## Kariera reprezentacyjna
W reprezentacji Gruzji Kazaiszwili zadebiutował 5 marca 2014 w wygranym 2:0 towarzyskim meczu z Liechtensteinem, rozegranym w Tbilisi. W 53. minucie tego meczu zmienił Awtandila Ebralidze.

## Sukcesy
Olimpi Rustawi
- mistrzostwo Gruzji: 2009/10
- Superpuchar Gruzji: 2010

Legia Warszawa
- mistrzostwo Polski: 2016/17